# Sherbournia
Sherbournia est un genre de plantes appartenant à la famille des Rubiacées (Rubiaceae). 
Genre

## Liste d'espèces
Selon Catalogue of Life (24 juillet 2017) :
- Sherbournia ailarama N.Hallé
- Sherbournia amaraliocarpa (Wernham) Hepper
- Sherbournia batesii (Wernham) Hepper
- Sherbournia bignoniiflora (Welw.) Hua
- Sherbournia buccularia N.Hallé
- Sherbournia calycina (G.Don) Hua
- Sherbournia curvipes (Wernham) N.Hallé
- Sherbournia hapalophylla (Wernham) Hepper
- Sherbournia kiliotricha N.Hallé
- Sherbournia millenii (Wernham) Hepper
- Sherbournia myosura N.Hallé
- Sherbournia streptocaulon (K.Schum.) Hepper
- Sherbournia zenkeri Hua

Selon GRIN (24 juillet 2017) :
- Sherbournia bignoniiflora (Welw.) Hua
- Sherbournia calycina (G. Don) Hua

Selon NCBI (24 juillet 2017) :
- Sherbournia calycina

Selon The Plant List (24 juillet 2017) :
- Sherbournia ailarama N.Hallé
- Sherbournia amaraliocarpa (Wernham) Hepper
- Sherbournia batesii (Wernham) Hepper
- Sherbournia bignoniiflora (Welw.) Hua
- Sherbournia buccularia N.Hallé
- Sherbournia calycina (G.Don) Hua
- Sherbournia curvipes (Wernham) N.Hallé
- Sherbournia hapalophylla (Wernham) Hepper
- Sherbournia kiliotricha N.Hallé
- Sherbournia millenii (Wernham) Hepper
- Sherbournia myosura N.Hallé
- Sherbournia streptocaulon (K.Schum.) Hepper
- Sherbournia zenkeri Hua

Selon Tropicos (24 juillet 2017) (Attention liste brute contenant possiblement des synonymes) :
- Sherbournia ailarama N. Hallé
- Sherbournia amaraliocarpa (Wernham) Hepper
- Sherbournia amaralioides Hua
- Sherbournia batesii (Wernham) Hepper
- Sherbournia bignoniiflora (Welw.) Hua
- Sherbournia brazzaei Hua
- Sherbournia buccularia N. Hallé
- Sherbournia calycina (G. Don) Hua
- Sherbournia curvipes (Wernham) N. Hallé
- Sherbournia foliosa G. Don
- Sherbournia hapalophylla (Wernham) Hepper
- Sherbournia kiliotricha N. Hallé
- Sherbournia millenii (Wernham) Hepper
- Sherbournia myosura N. Hallé
- Sherbournia streptocaulon (K. Schum.) Hepper
- Sherbournia zenkeri Hua